# Qumranistyka
Qumranistyka, qumranologia – zespół rozmaitych dyscyplin historycznych i orientalistycznych, których przedstawiciele badają szeroko pojętą kwestię Kumran oraz zwojów z Pustyni Judzkiej. Do dyscyplin „qumranologicznych” należą historia, archeologia, hebraistyka, arameistyka, biblistyka, paleografia i epigrafika, semitystyka itp.
Początek qumranistyki datuje się od czasu powołania pierwszego zespołu badawczego (tzw. Scrollery Team w 1952) pod kierownictwem ojca Rolanda de Vaux, francuskiego dominikanina, biblisty, archeologa i historyka starożytnego Izraela.
Jednym z zasłużonych polskich świeckich qumranistów był ks. Józef Tadeusz Milik.

Wśród teologów polskich zajmujących się qumranistyką jest ks. prof. Henryk Muszyński, prymas-senior Polski, a także ks. prof. A. Tronina. Niemal wszystkie teksty z Qumran, poza biblijnymi, zostały wydane w j. polskim przez P. Muchowskiego. Polskim qumranistą jest także Zdzisław Jan Kapera, autor licznych artykułów i książek w języku zarówno angielskim jak i polskim, a także redaktor i właściciel wydawnictwa The Enigma Press, wydającego m.in. The Qumran Chronicle oraz Qumranica Mogilanensia.